# آنا كاستيلو
آنا كاستيلو (بالإسبانية: Anna Castillo)‏ (مواليد 9 أكتوبر 1993 في إسبانيا) هي ممثلة إسبانية. لعبت دور دوريتا في المسلسل التلفزيوني الحب للإبد [الإنجليزية] (2013 حتى 2016).  جاءت انطلاقتها السينمائية بدور ألما في فيلم الدراما شجرة الزيتون (2016) والتي فازت عنه بجائزة غويا لأفضل ممثلة جديدة [الإنجليزية].

## وصلات خارجية
- آنا كاستيلو على موقع IMDb (الإنجليزية)
- آنا كاستيلو على موقع ألو سيني (الفرنسية)
- آنا كاستيلو على موقع أول موفي (الإنجليزية)
- آنا كاستيلو على موقع قاعدة بيانات الفيلم (الإنجليزية)